# Tulburare de personalitate histrionică
Tulburarea de personalitate histrionică este o tulburare de personalitate care include următoarele:
- Nevoia de a fi în centrul atenției, egoism de tip captativ („vânător”), slabă capacitate de transfer afectiv
- Sociabilitate
- Sugestionabilitate
- Toleranță redusă la frustrare
- Hipermotivitate (exagerare în exprimarea emoțiilor), plâns facil
- Superficialitate, labilitate emoțională
- Comportament teatral, manipulator, seducător, de atragere a atenției asupra sa prin aspectul fizic (seducție prin comportament și înfățișare)